# 松平忠泰 (桑名藩嫡子)
松平 忠泰（まつだいら ただやす）は、江戸時代中期の伊勢国桑名藩の世嗣。官位は従五位下・豊後守。

## 略歴
2代藩主・松平忠刻の長男として誕生。正室は松平武元娘。
父・忠刻が桑名藩嫡子となる前に生まれ、父の藩主就任に伴って世子となる。宝暦7年（1757年）、9代将軍・徳川家重に拝謁し叙任するが、家督を継ぐことなく宝暦13年（1763年）に早世した。法名は天麟宗玉俊良院。
代わって、弟・忠啓が嫡子となった。